# 耐盐碱别样海源菌
耐盐碱别样海源菌（学名：Aliidiomarina haloalkalitolerans）是别样海源菌属的下属物种。此物种是一种革兰氏阴性、严格好氧、不形成孢子、运动性、氧化酶阳性、过氧化氢酶阳性且嗜温的杆状细菌。此物种最早从印度孟加拉湾维沙卡帕特南海岸附近收集的海水样本中分离出来。